# Renate Delfs

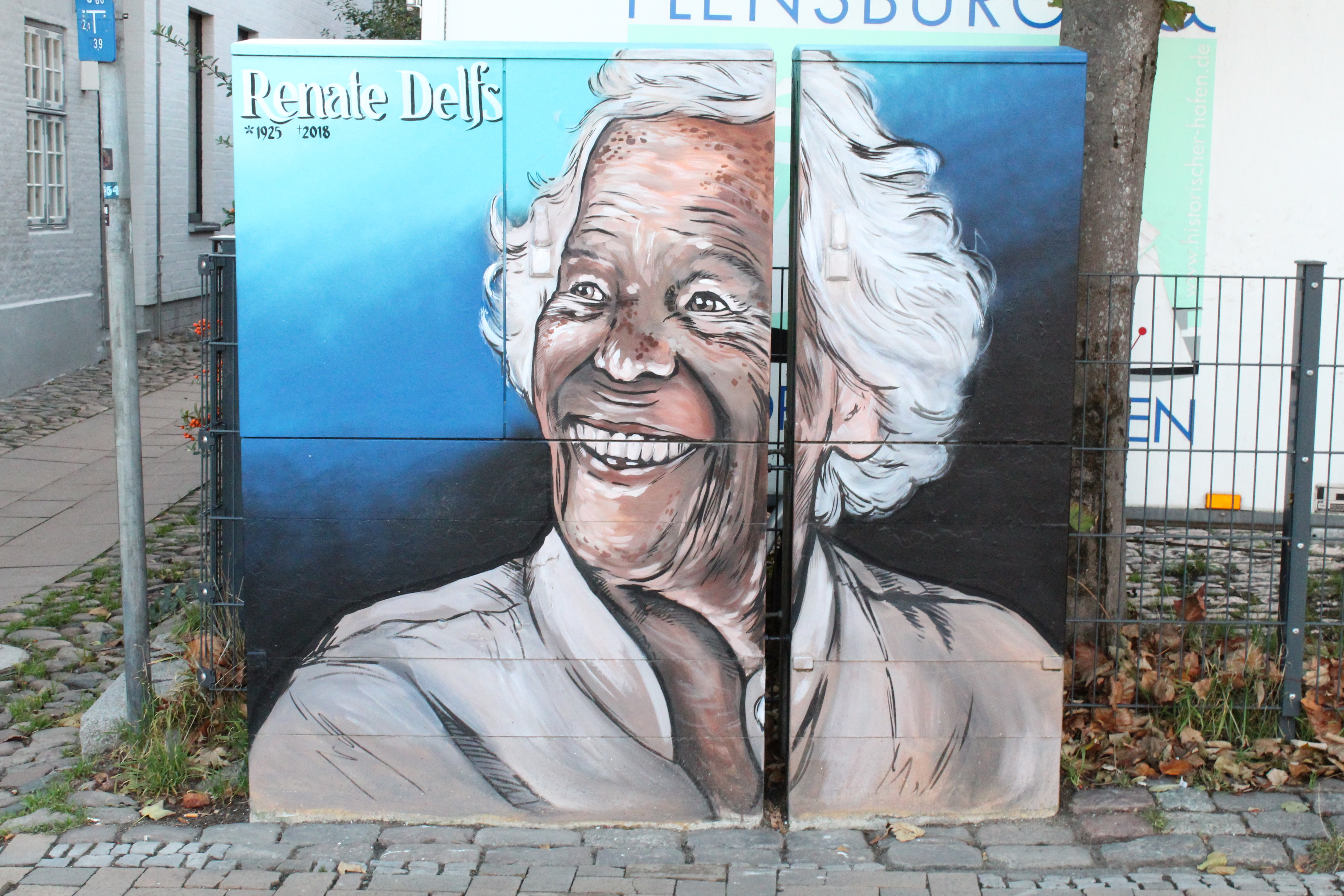
Porträt von Renate Delfs auf einem Flensburger Stromkasten

Renate Delfs (* 27. März 1925 in Flensburg als Renate Reeps; † 14. Mai 2018 ebenda) war eine deutsche Schauspielerin und Schriftstellerin.

## Leben
Ab Mitte der 1960er-Jahre war Renate Delfs an der Niederdeutschen Bühne in Flensburg als Volksschauspielerin aktiv, häufig in plattdeutschen Theaterstücken. Ab Ende der 1970er-Jahre war sie, nachdem sie als Gewinnerin der Rudi-Carrell-Show Am laufenden Band (Folge 25 / 1976) erste überregionale Bekanntheit erlangt hatte (sie veröffentlichte in dem Zuge auch eine gemeinsame Single mit dem Showmaster), regelmäßig in TV-Serien zu sehen.
Renate Delfs engagierte sich stark für den Erhalt der plattdeutschen Sprache, hier insbesondere des Petuh-Tanten-Deutsch. Hierzu veröffentlichte sie neben Büchern auch Audio-CDs, auf denen sowohl die Geschichte als auch die nur noch selten zu hörende Mundart enthalten sind. Zudem war sie häufig in Berichten des Norddeutschen Rundfunks als Expertin zu dem Thema gefragt.
Am 14. März 2015 wurde der Volksschauspielerin die Ehrenbürgerwürde der Stadt Flensburg verliehen.
Renate Delfs hat drei Söhne, der jüngste ist der Dirigent Andreas Delfs.

## Filmografie (Auswahl)
- 1978: Jauche und Levkojen – Fernseh-Mehrteiler
- 1980: Nirgendwo ist Poenichen – Fernseh-Mehrteiler
- 1982: Die Fischer von Moorhövd – Fernseh-Mehrteiler
- 1986: Novemberkatzen
- 1989, 2013: Der Landarzt
- 1993–98: Nicht von schlechten Eltern
- 2000: Aus gutem Haus
- 2000–2006, 2017:[3] Großstadtrevier
- 2005: Die Braut von der Tankstelle
- 2005: Die blaue Grenze
- 2005–2007: Adelheid und ihre Mörder
- 2006: Die Pferdeinsel
- 2006: Tatort – Pauline
- 2006: Das Duo – Man lebt nur zweimal
- 2006, 2010: Da kommt Kalle
- 2007: Die Katze (Fernsehfilm)
- 2008, 2012–2013: Stubbe – Von Fall zu Fall
- 2008, 2011: Notruf Hafenkante
- 2009: Butter bei die Fische (Fernsehfilm)[4]
- 2010: Tatort – Borowski und der vierte Mann
- 2010: Sie hat es verdient (Fernsehfilm)
- 2010, 2013 Die Pfefferkörner
- 2011: Ein Tick anders
- 2011: Weihnachten … ohne mich, mein Schatz!
- 2011: Sohnemänner
- 2012: Rote Rosen (sieben Folgen)
- 2012: Morden im Norden (Fernsehserie, Folge: Ein Fisch namens Otto)
- 2012: Neues aus Büttenwarder (Fernsehserie, Folge: Schafwölkchen)
- 2013: Die Pastorin
- 2013: Buddy
- 2013: Stubbe – Von Fall zu Fall: Tödliche Bescherung
- 2014: Donna Leon (Fernsehreihe, Folge: Reiches Erbe)
- 2015: Nord Nord Mord – Clüvers Geheimnis
- 2017: Matula

## Veröffentlichungen

### Werke
- Ohaueha, was’n Aggewars oder wie ein’ zusieht un sprechen as die Flensburger Petuhtanten. Schleswiger Druck- und Verlagshaus, Schleswig 1979, ISBN 3-88242-048-0.
- Von Peter Puff und Dickenissen. Eine ungewöhnliche Liebeserklärung an Flensburg. sdv-Buchverlag, Schleswig 1984, ISBN 3-88242-089-8.
- als Herausgeberin: Sehnsucht ist darin. Reisebilder aus Schleswig-Holstein. Husum Druck- und Verlagsgesellschaft, Husum 2001, ISBN 3-88042-980-4.
- zusammen mit Rike Schmid: Nimm mich mit nach Gestern … Herbig, München 2015, ISBN 978-3-7766-2762-6.

### Diskografie
- Die Flensburger Petuhtanten, Audio-CD, vorgeführt von Renate Delfs, Quickborn-Verlag, Hamburg 2002, ISBN 3-87651-261-1.
- Renate Delfs vertellt plattdüütsche Märkens för groote Lüüd, Audio-CD, Quickborn-Verlag, Hamburg 2007, ISBN 3-87651-311-1.